# L'era glaciale 2 - Il disgelo (videogioco)
L'era glaciale 2 - Il disgelo (Ice Age 2: The Meltdown) è un videogioco d'azione del 2006 sviluppato da Eurocom per le versioni per console e da Amaze Entertainment per quelle portatili e pubblicato da Sierra Entertainment per Game Boy Advance, GameCube, Microsoft Windows, Xbox, Nintendo DS, PlayStation 2 e Wii. Il videogioco è basato sul film L'era glaciale 2 - Il disgelo. 
Nel videogioco il giocatore ripercorre a grosse linee la storia del film, ossia la fuga dall'inondazione conseguente allo scioglimento dei ghiacciai, dal punto di vista di vari personaggi del film.

## Modalità di gioco
Lo stile di gioco è quello di un titolo a piattaforme mischiato con gli elementi tipici delle avventure dinamiche con alcuni minigiochi a farle da sfondo. L'obiettivo del giocatore è quello di controllare Scrat attraverso cinque livelli (Parco acquatico, Foresta, Palude fangosa, Villaggio dei bradipi e Ghiacciaio) dove dovrà cercare la famigerata Ghianda d'oro. Nel corso dell'avventura bisognerà saltare numerose piattaforme, raccogliere delle ghiande (che fungeranno da punti complessivi), superare dei corsi d'acqua nuotando ed affrontare alcuni nemici tramite il lancio di alcuni sassolini che si potranno trovare in giro oppure sfruttando alcune mosse di combattimento corpo a corpo.
Scrat è in grado di interagire con un gran numero di elementi presenti nei livelli. I cartelli potranno essere letti per ricevere dei preziosi consigli su come proseguire la partita, le piccole fessure potranno essere superate con gran facilità per recarsi in nuove aree da scoprire mentre andranno scavate delle buche per scoprire degli eventuali oggetti nascosti. Altri oggetti ricorrenti sono le pile di sassi che doneranno alcuni sassolini da poter utilizzare come armi contro i nemici, i fiori che una volta colpiti daranno alcuni petali che ripristineranno un po' la salute ed infine le piante, che una volta colpite forniranno degli oggetti nascosti. Quest'ultime si possono trovare anche sui soffitti delle caverne e sui rami degli alberi.
Altro elemento molto importante da raccogliere è la frutta, che donerà diversi punti energia, quest'ultima è divisa in tre gruppi. Le ciliegie doneranno un punto energia, le prugne ne daranno tre mentre le mele ben cinque. La frutta si rivelerà il più delle volte provvidenziale per salvaguardare la salute del personaggio controllato.
In alcune occasioni il giocatore sarà chiamato ad utilizzare gli altri protagonisti del film e non Scrat, ovvero Manny, Sid, Diego oppure un phorusrhacos (identificato come uccello della palude).
In ogni livello sono presenti anche alcuni minigiochi. Quello più famoso è la discesa del Bradipo Scivolante, anche noto come "l'Evisceratore", dove il bradipo Sid rischierà la vita per far colpo sulle ragazze attraversando un lunghissimo scivolo ghiacciato cercando di superare tutte le bandierine rosse per guadagnare quanti più punti possibili, evitando gli ostacoli e raccogliendo delle ghiande per ottenere un punteggio extra. Altri sono il bowling dei pinguini dove bisognerà colpire per l'appunto quest'ultimi animali che fungeranno da birilli con una palla da bowling e il poligono di tiro delle scimmie, dove bisognerà colpire il maggior numero di scimmie per fare punti.

### Versione per Game Boy Advance
La versione per Game Boy Advance presenta alcune differenze significative dalle altre versioni del gioco.
La trama riprende sempre quella del film ma, a differenza delle altre versioni del gioco, è raccontata principalmente dal punto di vista di Manny, Diego e Sid. L'obiettivo del giocatore è quello di guidare i personaggi attraverso la cinque aree del mondo di gioco (parco acquatico, passaggio roccioso, foresta, campo dei geyser e banchi di ghiaccio) fino al raggiungimento della zattera con cui salvarsi dall'inondazione della vallata.
Le differenze più significative tuttavia sono quelle riguardanti il gameplay; infatti a differenza delle altre versioni la versione per Game Boy è essenzialmente un videogioco rompicapo con limitate sezioni platform e d'azione. Per la precisione esistono tre differenti tipologie di livello:
- Corsa di Scrat: si tratta del primo livello di ciascuna area di gioco. Si tratta di un minigioco platform 2D in cui il giocatore controlla Scrat e deve tentare di raggiungere la fine del livello prima delle scadere del tempo e cercando di raccogliere il maggior numero di ghiande possibili.
- Puzzle/avventura: costituiscono la parte principale del gioco. Tali livelli presentano una visuale dall'alto in terza persona e il giocatore controlla in maniera alternata tutti e tre i personaggi principali. L'obiettivo del giocatore è quello far raggiungere a tutti e tre i personaggi l'uscita dalla mappa mediante la risoluzione di rompicapi. Per raggiungere l'uscita bisognerà fare uso delle abilità specifiche di ciascun personaggio (ad esempio Sid è in grado sciogliere i blocchi di giaccio utilizzando delle pietre focaie mentre Diego è in grado di tagliare i rovi con i suoi artigli) oltre a tenere in considerazione che non tutti i personaggi sono in grado di attraversare una tutte le tipologie di terreno (ad esempio Manny non è in grado di passare sui terreni fragili mentre Diego non è in grado di nuotare).
- Boss: si tratta del livello finale di ciascuna area di gioco. Si tratta di un minigioco con una visuale d'alto in cui il giocatore controlla una zattara spinta da Sid con a bordo Manny e Diego che naviga in un'arena acquatica. L'obiettivo del giocatore è quello di sconfiggere dei mostri marini utilizzando attacchi ravvicinati (artigliate di Diego) o a distanza (getto d'acqua lanciato dalla proboscide di Manny).

### Versione per Nintendo DS
La versione per Nintendo DS si differenzia anch'essa dalle versioni per console. Similarmente alla versione per Game Boy anche la versione per DS si presente come un videogioco rompicapo con visuale dall'alto corredato da alcuni minigiochi.
Tuttavia al di là della somiglianza relativa al genere di gioco la versione per DS è sostanzialmente un gioco diverso rispetto alla versione per Game Boy; le differenze sono riscontrabili sia a livello grafico, sia a livello di gameplay e di design di livelli.

## Doppiaggio
| Personaggio | Doppiatore originale                             | Doppiatore italiano       |
| ----------- | ------------------------------------------------ | ------------------------- |
| Scrat       | Chris Wedge & Mino Caprio                        | Chris Wedge & Mino Caprio |
| Manny       | Ray Romano                                       | Andrea De Nisco           |
| Sid         | John Leguizamo/Tyler Holloweel (non accreditato) | Claudio Bisio             |
| Diego       | Denis Leary                                      | Diego Sabre               |
| Ellie       | Queen Latifah/Debra Wilson                       | Cinzia Massironi          |
| Crash       | Seann William Scott                              |                           |
| Eddie       | Josh Peck/Lee Ryan                               |                           |

L'unico doppiatore italiano del film a riprendere il suo ruolo anche nel gioco è Claudio Bisio. L'elenco dei doppiatori si riferisce unicamente alle versioni per console in quanto in quelle per Game Boy e DS non è presente doppiaggio.

## Accoglienza
| Testata                          | Versione | Giudizio |
| -------------------------------- | -------- | -------- |
| Metacritic (media al 03-09-2020) | GC       | 67/100   |
| Metacritic (media al 03-09-2020) | Wii      | 66/100   |
| Metacritic (media al 03-09-2020) | PS2      | 68/100   |
| Metacritic (media al 03-09-2020) | Xbox     | 68/100   |
| GameSpot                         | GC       | 7.3/10   |
| GameSpot                         | Wii      | 7/10     |
| GameSpot                         | PS2      | 7.3/10   |
| GameSpot                         | Xbox     | 7.3/10   |

Il gioco ha ricevuto recensioni miste da parte della critica.
Alex Navarro di GameSpot diede alle versioni per GameCube, PlayStation 2 e Xbox un punteggio di 7.3 su 10, trovando tutto sommato L'era glaciale 2 - Il disgelo come un platform divertente e coinvolgente che avrebbe attirato a sé molto pubblico. Il gameplay era divertente, i personaggi erano ben rappresentati e la grafica era di prim'ordine per questo tipo di gioco. Tuttavia il recensore si soffermò sulla sua brevità che impediva al gioco di renderlo un gran titolo, difatti quest'ultimo non richiedeva più di qualche ora per essere completato, tranne forse nel caso del pubblico molto giovane. Il gioco finiva proprio sul più bello e le scarse parti di contenuto bonus non erano sufficienti a giustificare il prezzo pieno per una partita di sole quattro ore. Consigliò il gioco a chi era piaciuto il film, ma avvisò i futuri acquirenti del fatto che sarebbe durato poco. In seguito lo stesso recensore valutò anche la conversione per Wii, uscita mesi dopo, alla quale diede un punteggio lievemente più basso, ovvero un 7, trovando le medesime caratteristiche delle altre versioni ma consigliando maggiormente l'acquisto di quest'ultime piuttosto di quella per Wii in quanto costavano meno ed il nuovo sistema di controllo riadattato alle caratteristiche della console non erano sufficienti a giustificare il prezzo più alto.
La rivista Play Generation lo classificò come il secondo gioco con il single player più breve tra i titoli disponibili su PlayStation 2.